# Hygrophila anomala
Hygrophila anomala är en akantusväxtart som först beskrevs av Ethelbert Blatter, och fick sitt nu gällande namn av Marselein Rusario Almeida. Hygrophila anomala ingår i släktet Hygrophila och familjen akantusväxter. Inga underarter finns listade i Catalogue of Life.